# EMKA Racing
EMKA Racing (EMKA Productions) – były brytyjski zespół wyścigowy założony przez menadżera zespołu Pink Floyd Steve'a O’Rourke w 1980 roku. Nazwa zespołu pochodzi od pierwszych liter dwóch córek O’Rourke: Emmmy i Katheriny. Po śmierci O’Rourke w 2004 roku zespół zakończył działalność.
W historii startów ekipa pojawiała się w stawce Brytyjskiej Formuły 1, 24-godzinnego wyścigu Le Mans, British GT Championship, BPR Global GT Series oraz FIA GT Championship.